# Cerastis pilicornis
Cerastis pilicornis är en fjärilsart som beskrevs av Brahms 1791. Cerastis pilicornis ingår i släktet Cerastis och familjen nattflyn. Inga underarter finns listade i Catalogue of Life.